# Classic Fantastic
Classic Fantastic is een album uit 2010 van de Amerikaanse rockband Fun Lovin' Criminals. Het is het zevende album van de band en is de opvolger van Livin' in the City.
Het album telt veertien nummers, waarvan één exclusieve iTunes Bonus Track.

## Tracks
1. "Mars" - 3:00
2. "Classic Fantastic" - 4:30
3. "The Originals" - 2:38
4. "She Sings at the Sun" - 3:35
5. "Keep On Yellin'" (met Roots Manuva) - 3:12
6. "Jimi Choo" - 2:14
7. "El Malo" - 4:10
8. "Conversations with Our Attorney" (met Paul Kaye) - 1:24
9. "We, the Three" - 2:56
10. "How Low?" - 2:37
11. "Mister Sun" - 4:02
12. "Rewind" - 4:00
13. "Get Your Coat" - 3:53

iTunes Bonus Track:
1. "Soul of a Man" - 3:33